# Hip hop americano

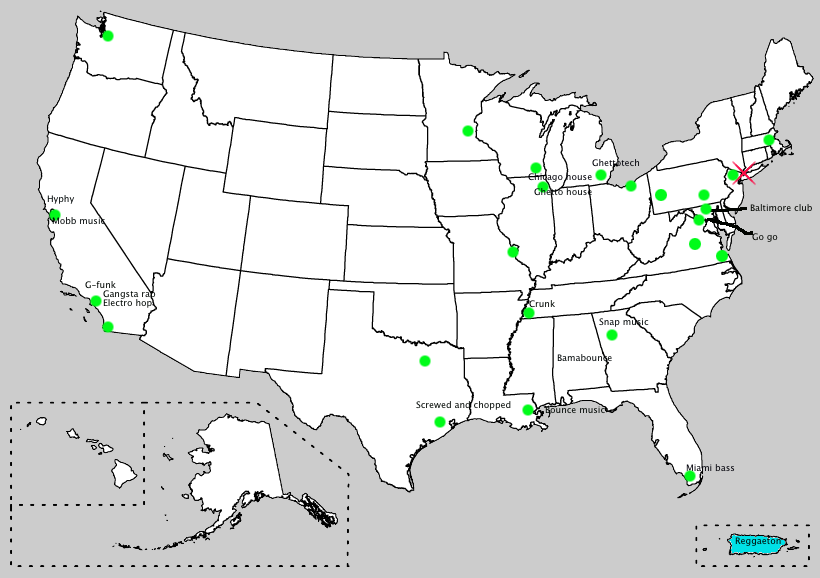
Mapa do hip hop nos Estados Unidos.

Os Estados Unidos é a nação de origem do hip hop, um movimento cultural iniciado na década de 1970 na Cidade de Nova Iorque, tentando atingir primeiramente os afro-americanos e os hispânicos. Por muitos anos, o hip hop permaneceu conhecido apenas em alguns bairros de Nova York, mas começou a se espalhar para áreas urbanas próximas como Filadélfia e Nova Jersey com o tempo. Durante o início e meados de 1980, o hip hop sofreu diversificação regional, enquanto Nova York atingiu o primeiro reconhecimento nacional pelas gravações do hip hop. Cidades como Miami, Los Angeles, Washington, DC, Detroit, Cleveland, Atlanta, Chicago, Houston, Dallas e Memphis desenvolveram os seus próprios estilos, incorporando influências locais.
Começando com N.W.A., o hip hop da costa oeste, baseado principalmente em Los Angeles, se tornou um sucesso. Pela primeira vez, Nova Iorque não foi a única cidade no mapa do hip hop. Os dois eram rivais em muitas maneiras, estimulando a rivalidade Costas Leste-Oeste. No final dos anos 1990, muitas cidades viram as suas próprias cenas encontrar aclamação popular. Estas incluíram Miami, Atlanta, St. Louis e Nova Orleans.
Os principais rappers da história do país são Ice-T, Tupac Shakur, Eazy-E, Rakim, Ice Cube, Ol' Dirty Bastard, LL Cool J, Snoop Dogg, The Notorious B.I.G, Busta Rhymes, Nas, Eminem, Prodigy, André 3000, entre outros.